# Александрія (Нью-Гемпшир)
Александрія (англ. Alexandria) — місто (англ. town) в США, в окрузі Ґрафтон штату Нью-Гемпшир. Населення — 1776 осіб (2020).

## Демографія
Згідно з переписом 2010 року, у місті мешкало 1613 осіб у 634 домогосподарствах у складі 472 родин. Було 967 помешкань
Расовий склад населення:
| - 95,7 % — білих - 1,6 % — корінних американців - 0,6 % — азіатів - 0,4 % — чорних або афроамериканців |

До двох чи більше рас належало 1,6 %. Частка іспаномовних становила 0,8 % від усіх жителів.
За віковим діапазоном населення розподілялося таким чином: 20,7 % — особи молодші 18 років, 65,5 % — особи у віці 18—64 років, 13,8 % — особи у віці 65 років та старші. Медіана віку мешканця становила 44,6 року. На 100 осіб жіночої статі у місті припадало 103,9 чоловіків;  на 100 жінок у віці від 18 років та старших — 102,4 чоловіків також старших 18 років.
Середній дохід на одне домашнє господарство  становив 66 271 долар США (медіана — 58 750), а середній дохід на одну сім'ю — 75 171 долар (медіана — 72 250). Медіана доходів становила 44 625 доларів для чоловіків та 36 875 доларів для жінок. За межею бідності перебувало 10,9 % осіб, у тому числі 7,7 % дітей у віці до 18 років та 16,2 % осіб у віці 65 років та старших.
Цивільне працевлаштоване населення становило 963 особи. Основні галузі зайнятості: освіта, охорона здоров'я та соціальна допомога — 22,6 %, виробництво — 19,5 %, роздрібна торгівля — 16,1 %.